# Isidoro Arredondo
Isidoro Arredondo né en 1655 à Colmenar de Oreja, mort en 1702 à Madrid. Espagnol. Artiste peintre d'histoire.

## Biographie
Cet artiste est d'abord l'élève de José García Hidalgo (es), puis passe sous la direction de Francesco Rizi. Dès ses débuts comme peintre d'histoires, son talent s'affirme et à la mort de Rizi, il remplace ce maître comme peintre du roi Charles II d'Espagne.

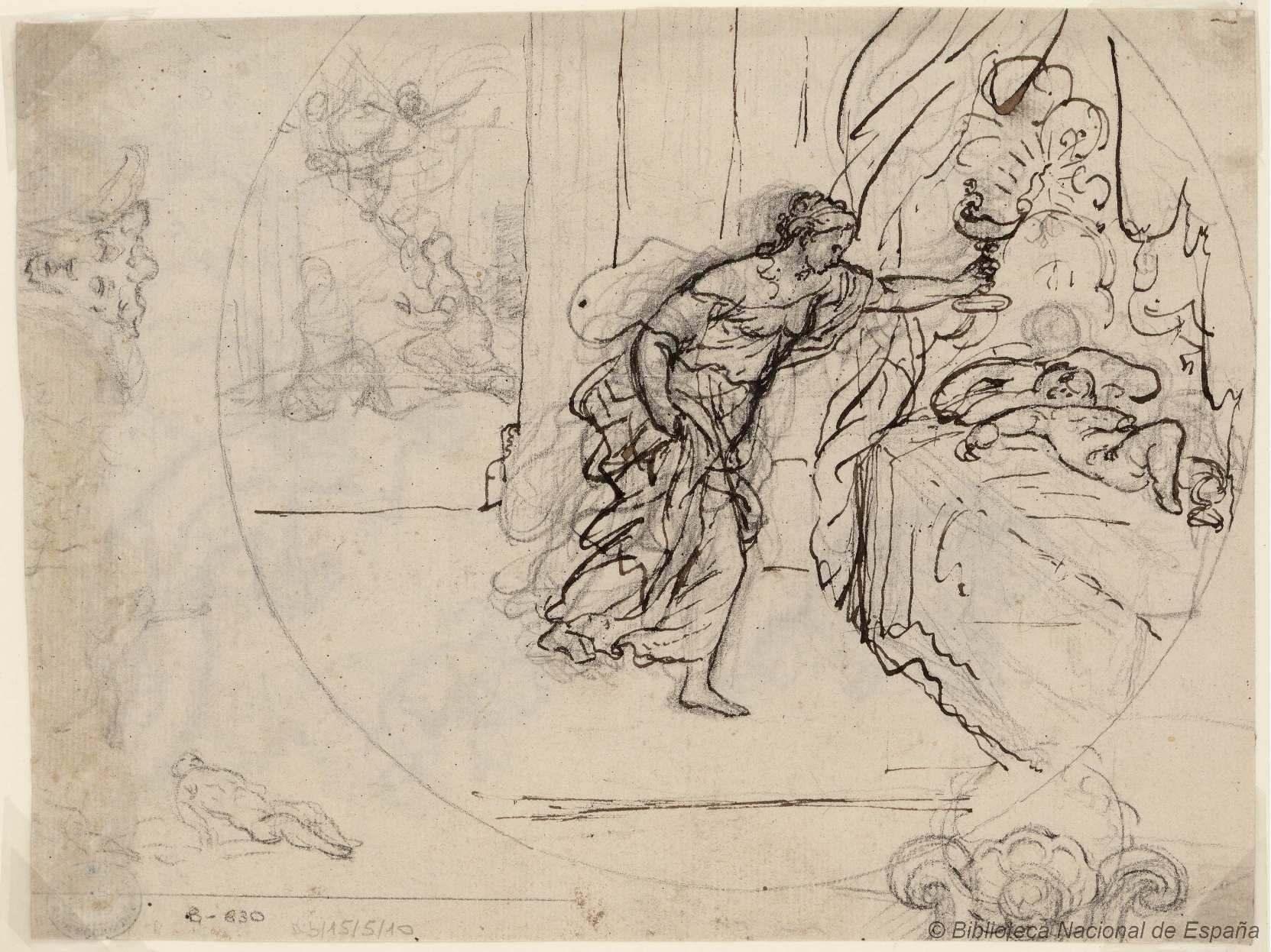
Psyché s'approche avec la lampe du lit où dort Cupidon (1686).

L'une de ses principales œuvres était un grand tableau de l'« Incarnation » qu'Antonio Palomino cite comme une remarquable composition avec sainte Claire et sainte Gertrude (1693). Il décore par fresques et peintures à l'huile un grand nombre d'églises et de palais.
La Bibliothèque nationale d'Espagne conserve un dessin d'Isidoro Arrendondo dans lequel Psyché découvre l'Amour avec l'aide de sa lampe.